# Partie constructible
Pour les articles homonymes, voir Constructible.
En géométrie algébrique, la notion de partie constructible généralise les parties ouvertes, fermées et même localement fermées. Les ensembles constructibles ont été introduits par Claude Chevalley, et présentent l'avantage d'être d'une manipulation plus souple. Par exemple l'image d'un constructible par un morphisme de présentation finie est constructible, alors ce n'est pas vrai pour les parties ouvertes ou fermées. Mais surtout, sous des hypothèses assez générales, si {\displaystyle \scriptstyle f:X\to Y} est un morphisme de schémas, l'ensemble des points de X ou de Y vérifiant certains types de propriétés est un ensemble constructible (sans être ni ouvert ni fermé en général).  

## Définition
Soit X un espace topologique. L'ensemble des parties constructibles de X est le plus petit ensemble de parties de X contenant les ouverts rétrocompacts (c'est-à-dire dont l'intersection avec tout ouvert quasi-compact de X est quasi-compact), stable par intersection finie et par passage au complémentaire.  

## Caractérisation
Un espace topologique X est dit noethérien si toute suite décroissante de parties fermées de X est stationnaire. L'espace topologique sous-jacent à un schéma noethérien est noethérien. Dans un espace noethérien, toute partie de X est rétrocompacte. Ainsi toute partie localement fermée est constructible.
On se restreint dans la suite aux espaces noethériens.
Proposition — Dans un espace noethérien, une partie est constructible si et seulement si c'est une réunion finie de parties localement fermées.
En effet, l'ensemble des parties localement fermées est stable par intersection finie, et le complémentaire d'une partie localement fermée s'écrit comme réunion (disjointe) d'un ouvert et d'un fermé. Donc leurs réunions finies forment un ensemble stable par intersection finie et par passage au complémentaire. Et c'est visiblement le plus petit possible.

## Propriétés
- Il est facile de voir que tout ensemble constructible est une réunion finie disjointe de parties localement fermées (en effet, la réunion de deux localement fermés est aussi la réunion disjointe d'un localement fermé, et de l'intersection d'un localement fermé avec le complémentaire d'un localement fermé, or le complémentaire d'un localement fermé est la réunion disjointe d'un ouvert et d'un fermé).
- Si E est constructible, alors il contient un ouvert dense U de son adhérence E. Alors E est la réunion disjointe de U (qui est localement fermé dans X) et de {\displaystyle E':=E\cap ({\overline {E}}\setminus U)} qui est localement fermé d'intérieur vide dans E. On peut recommencer ainsi avec E'. Par noethérianité, le procédé s'arrête au bout d'un nombre fini de pas, ainsi E est une réunion finie disjointe de parties localement fermées de plus en plus petites.
- Un sous-ensemble constructible d'une partie fermée ou ouverte de X est constructible dans X.
- Être constructible est une propriété locale : dans un espace topologique noethérien, une partie E est constructible si et seulement si tout point de E possède un voisinage ouvert dans X dans lequel E est constructible.
- Les ensembles constructibles sont stables par image réciproque d'une application continue (entre espaces topologiques noethériens).
- Si l'adhérence d'un singleton {x} rencontre une partie constructible E, alors x appartient à E.

## Exemple
Dans le plan affine {\displaystyle {\mathbb {A} }_{k}^{2}} sur un corps {\displaystyle k}, la réunion de l'origine (0, 0) avec le complémentaire de la droite y = 0 est une partie constructible. Elle n'est pas localement fermée, mais c'est la réunion d'un fermé (l'origine) avec un ouvert (le plan moins la droite). C'est l'image du morphisme de schémas {\displaystyle {\mathbb {A} }_{k}^{2}\to {\mathbb {A} }_{k}^{2}} qui sur les points est défini par {\displaystyle (x,y)\mapsto (xy,y)}. Cet exemple montre que l'image d'une variété algébrique par un morphisme n'est en général ni fermée ni ouverte.